# De nadie
De nadie és una pel·lícula mexicana documental del documental dirigida per Tin Dirdamal sobre els empobrits centreamericans que abandonen els seus països amb l'esperança d'una vida millor als Estats Units. Es va estrenar el 2005 i es va mostrar a diferents festivals internacionals, guanyant el 2006 el premi del públic del Festival de Cinema de Sundance pel World Documentary.
La pel·lícula segueix diversos refugiats que han de creuar Mèxic, uns 4.000 quilòmetres, abans d'arribar a la frontera nord-americana. En el seu camí per Mèxic, van posar en joc els seus diners, dignitat, salut i vida.
En la XLVIII edició dels Premis Ariel va guanyar el premi al millor documental. També va guanyar el premi a la millor opera prima al Festival Internacional de Cinema de Guadalajara i al Festival Internacional de Cinema de Monterrey.